# Constantin Dănilescu
Constantin „Tică" Dănilescu este unul dintre cei mai cunoscuți și cei mai galonați șefi de club din fotbalul românesc. În aproape trei decenii de activitate la cel mai înalt nivel al fotbalului, Tică Dănilescu a strâns 29 de trofee, reușind performanțe notabile atât la nivel național cât și european. 

## Biografie

### Începuturile în fotbal
Constantin Dănilescu s-a născut la data 15 octombrie 1948, la Târgoviște. Fotbalul a părut să fie destinul său încă din primii ani de viață. Asta deoarece, la Târgoviște, Tică Dănilescu a fost coleg de clasă și de bancă cu nimeni altul decât Cornel Dinu, unul dintre cei mai importanți oameni din istoria fotbalului românesc și una din marele legende ale clubului Dinamo București.  
Însă drumul lui Tică Dănilescu avea să fie diferit de cel al lui Cornel Dinu. Absolvent al Școlii Militare de Ofițeri - Artilerie și Rachete - Alexandru Ioan Cuza - Sibiu, acesta avea să urmeze o carieră în armată. Debutul în fotbal și l-a făcut așadar la un club militar, Steaua Mizil, unde a pornit la drum ca aghiotant al lui Victor Stănculescu.
Munca bună depusă la Steaua Mizil a atras atenția mai marilor din sportul militar. Astfel, la începutul lui 1987, Ion Alecsandrescu, care tocmai câștigase Cupa Campionilor Europeni cu Steaua București și care a fost convocat în staff-ul naționalei, l-a ales ca succesor la conducerea clubului din Ghencea.
Tică Dănilescu a fost prezent la Monte Carlo, unde Steaua a câștigat Supercupa Europei, însă nu și-a trecut acest trofeu în palmares. Modest, acesta a recunoscut întotdeauna că nu a avut nicio contribuție la cucerirea acestui trofeu și că nu merită să și-l treacă în palmares.

### Steaua București
La Steaua București, Dănilescu a avut posibilitatea de a activa la cel mai înalt nivel. Nu și-a trecut Supercupa Europei în palmares, însă, cu Steaua, a realizat alte performanțe notabile în a doua jumătate a anilor 80. În acea perioadă, Steaua București a fost o prezență constantă în cupele europene, atingând din nou finala Cupei Campionilor Europeni, în 1989. Atunci, din păcate, Steaua a pierdut în fața marelui AC Milan, echipă pe care foarte puțini ar fi putut-o bate în acei ani. 
După Revoluția din 1989, Tică Dănilescu a continuat la Steaua București. Regimul politic se schimbase în România, însă Steaua a continuat să domine fotbalul românesc. Cu Tică Dănilescu la conducere, ”militarii” au câștigat 6 titluri consecutive și au jucat de 3 ori în grupele Ligii Campionilor. 
Aventura celui poreclit ”nea Tică” la Steaua avea să se termine însă în 1999. În acel an, acesta a semnat cu marea rivală, Dinamo București. În perioada petrecută în Ghencea, Tică Dănilescu a câștigat 8 titluri naționale, 6 Cupe ale României, 3 Supercupe ale României.

### Dinamo București
La Dinamo, Tică Dănilescu a ajuns la insistențele fostului său coleg de bancă, Cornel Dinu. În ciuda trecutului stelist, acesta și-a făcut treaba ca un profesionist adevărat. Până în 2014, an în care i-a părăsit pe ”câini” și s-a retras din activitatea de șef de club, a reușit să câștige 4 titluri naționale, 6 cupe ale României și 2 Supercupe. Peste ani, Tică Dănilescu avea să recunoască că marele său regret este că nu a reușit să câștige titlul cu numărul 20 pentru Dinamo, titlu care i-ar fi adus ”a doua steluță deasupra siglei”.

### Activitate la copii și juniori
Retras din fotbalul mare, Tică Dănilescu s-a reorientat către fotbalul juvenil. În Ghencea, a înființat o școală de fotbal care îi poartă numele.